# Evyenía Ouzounídou
Evyenía Ouzounídou (en grec Ευγενία Ουζουνίδου), née le 14 juillet 1962 à Krýa Vrýsi en Grèce, est une femme politique grecque.

## Biographie
Aux élections législatives grecques de janvier 2015, elle est élue députée au Parlement hellénique sur la liste de la SYRIZA dans la circonscription de Kozani.
Le 21 août 2015, elle quitte la SYRIZA avec vingt-quatre autres députés dissidents pour créer Unité populaire.